# NGC 680
NGC 680 is een elliptisch sterrenstelsel in het sterrenbeeld Ram. Het hemelobject werd op 15 september 1784 ontdekt door de Duits-Britse astronoom William Herschel.

## Synoniemen
- PGC 6719
- UGC 1286
- MCG 4-5-15
- ZWG 482.19